# Hillary Sao Kanu
Pour les articles homonymes, voir Sao et Kanu.
Hillary Sao Kanu est une policière sierra-léonaise exerçant les fonctions de commissaire de police de la Mission de transition de l'Union africaine en Somalie (ATMIS), anciennement Mission de l'Union africaine en Somalie, depuis 2023.

## Biographie
Hillary Sao Kanu étudie au Fourah Bay College de l'Université de Sierra Leone et obtient une licence en travail social. En juillet 1992, elle rejoint la police de Sierra Leone en tant qu'enquêteuse et est enrôlée dans la branche spéciale en 1993. En 2007, elle devient cheffe de la communication de la police de Sierra Leone. Entre 2008 et 2009, elle travaille au Darfour pour la Mission conjointe des Nations Unies et de l'Union africaine au Darfour (MINUAD), où elle est d'abord officière de police des Nations Unies puis travaille au quartier général de la mission à El Fasher,.
Elle travaille comme commandant d'unité locale à Kissy, puis au quartier général de la police de Sierra Leone en tant que directrice des services de support et commissaire du district de Bo,,. Elle est également la première femme à devenir commandant de police régionale.
Son rôle au sein d' ATMIS débute le 2 mars 2023 dans le but de maintenir la sécurité et la stabilité en Somalie, de former la police locale et de fournir du matériel,. En juillet, elle remet plusieurs médailles aux policiers nigérians ayant accompli leur mission. Elle félicite les policiers sierra léonais qui ont participé à l'effort de paix en Somalie lors de leur mission ATMIS,. Elle supervise aussi diverses formations pour la police somalienne. Elle concentre également ses efforts sur les menaces terroristes telles qu'Al-Shabab,.